# 特补乡
特补乡，是中华人民共和国四川省凉山彝族自治州普格县曾经下辖的一个乡。2021年1月12日，撤销特补乡，其所属行政区域划归螺髻山镇管辖。

## 行政区划
特补乡撤销前下辖以下地区：
庙子湾村、特补乃乌村、胜利村、甲甲沟村和红岩村。